# Борка Рудић
Борка Рудић (Мркоњић Град, 25. август 1959) јесте новинар и професор филозофије и социологије из Босне и Херцеговине.
У Мркоњић Граду је завршила основну школу и гимназију. Дипломирала је 1983. године на Филозофском факултету у Сарајеву на одсеку Филозофија и социологија, где је стекла и звање професора.
Новинарством је почела да се бави 1984. године, радећи као волонтер Радио Сарајева на месту дописника из северне Херцеговине. Највећи део новинарске каријере се бавила радио-новинарством, а радила је као репортер у Радију БиХ до 1994. године, у сарајевском Ослобођењу, писала је за загребачки Тједник, радила као дописник за агенцију Бета из Београда, босанскохерцеговачке Дане итд. Осим тога, обављала је и функцију генералног секретара Независне уније професионалних новинара БиХ, уредника емисије „Радио Арена“ на БХ Радију 1, предавача у школи новинарства, тренера у области комуникација и односа са јавношћу, радила као пројект менаџер за радио пројекте у Данском савету за избеглице (енгл. Danish Refugee Council) и бројним другим функцијама у области новинарства и медија уопште.